# Neuilly-sur-Seine
Neuilly-sur-Seine (výslovnost: [nœji syʀ sɛn]) je město ležící na severozápadní hranici Paříže (asi 6,8 km od centra); spadá pod departement Hauts-de-Seine, region Île-de-France. Spolu se 6., 7. a 8. obvodem patří k nejhustěji obydleným čtvrtím Paříže a obydleným obcím v Evropě.

## Geografie

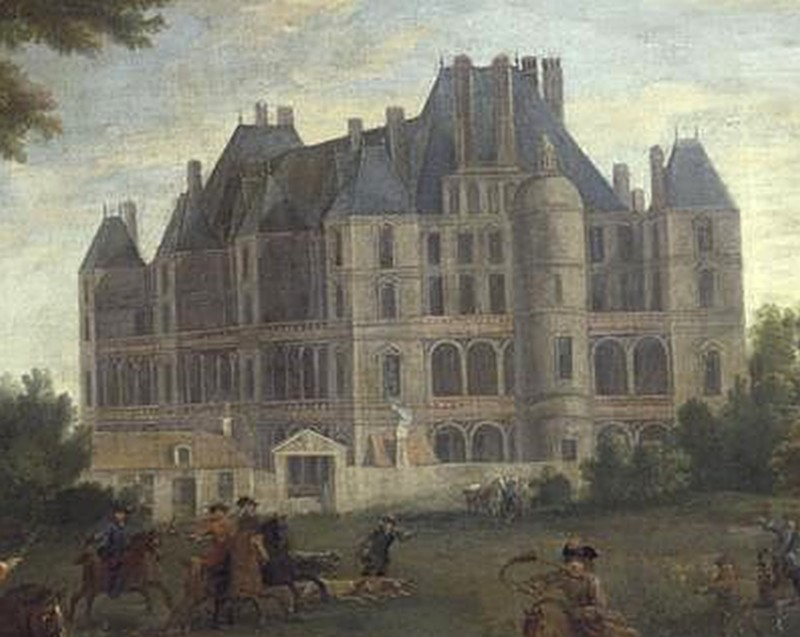
Královský zámek Madrid, veduta, polovina 18. století

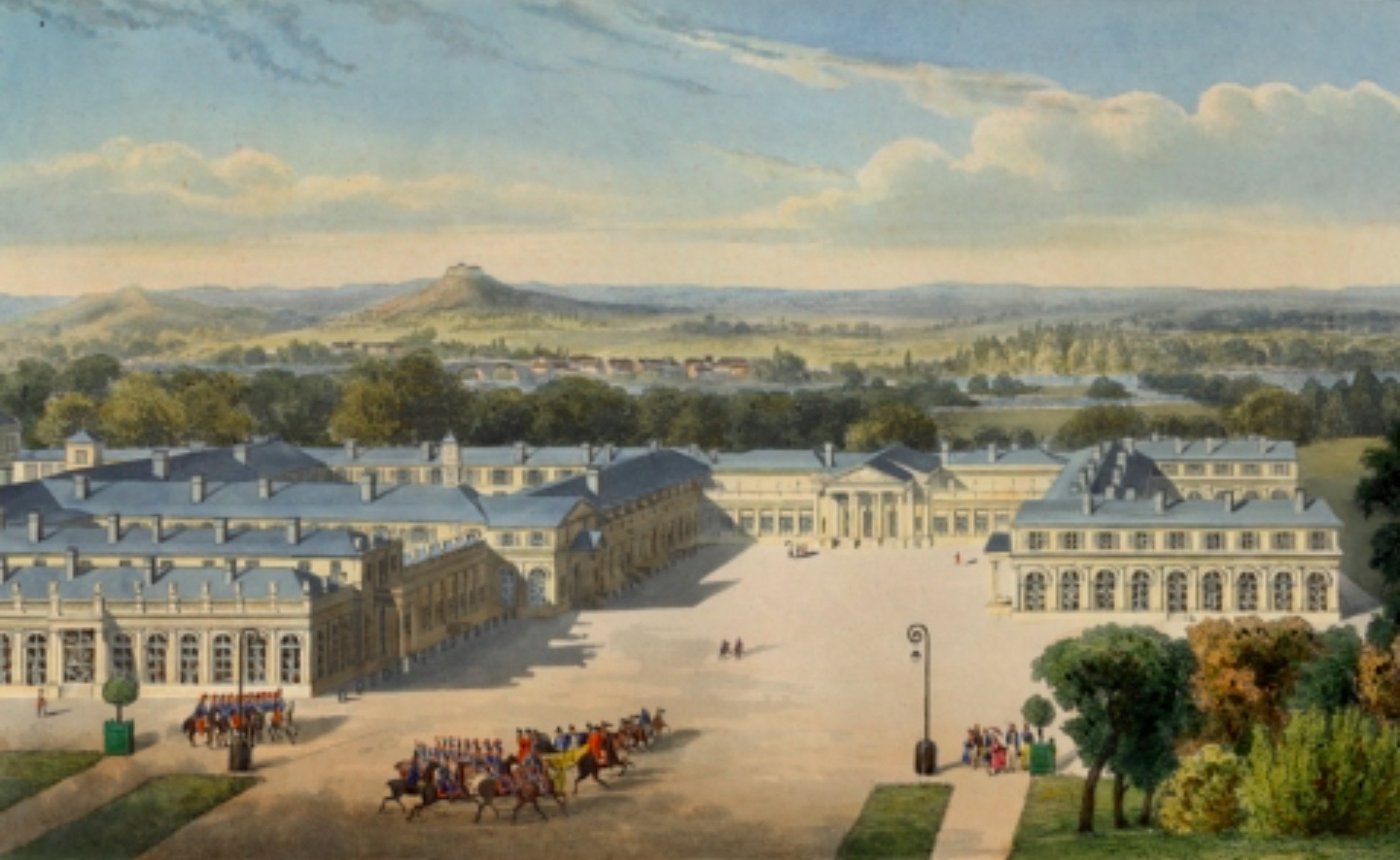
Zámek vévodů orleánských z let 1751–1755, veduta

Město se skládá z 11 místních částí: Bagatelle, Borghèse-Hugo, Duc d'Orléans, Dulud-Laffitte, Gouraud, Jatte, Longchamp, Peretti, Perronet-Chézy, Sablons a Saussaye, most přes řeku Seinu je spojuje s pařížskou čtvrtí Défense.

## Historie
Osadu založili Galové, Římané ji podle přístavu nazývali Portus de Lulliaco. Ve středověku se město nejprve nazývalo Lugniacum (1224), poté Luingni (1226), složené slovo znamená les (lun) a bažinatá pláň (noue). Další změny jména následovaly na Nully (1316) a Nullacum (1379). Král František I. si dal v letech 1528–1533 postavit renesanční zámek Madrid, který byl zbořen roku 1792, dochoval se z něj jen název bulváru Boulevard du Château. Druhý královský zámek (château de Neuilly), byla rozsáhlá barokní rezidence s parkem vévodů orleánských, postavená v letech 1751–1755. Byl vypálen a vydrancován během únorové revoluce roku 1848, král Napoleon III. dal roku 1852 areál rozdělit na 700 stavebních parcel a sedm bulvárů, jediné zachovalé křídlo bylo adaptováno pro katolickou školu, pak chudobinec a v letech 1907–1909 přestavěno na klášter s kaplí Kongregace sester sv. Tomáše z Villanovy.
Až do roku 1606 sem fungovala jen lodní doprava přes Seinu. Špatně naložený trajekt, který 9. června 1606 vezl krále Jindřicha IV. a královnu Marii Medicejskou ze Saint-Germain-en-Laye, se převrhl a královnu ze Seiny museli tahat za vlasy. Jindřich IV. dal ještě téhož roku postavit přes Seinu dřevěný most. Ludvík XV. jej dal nahradit 219 m dlouhým kamenným obloukovým mostem, který byl otevřen 22. září 1772. Byl předchůdcem dnešního 250 metrů dlouhého mostu. Roku 1768 zde lékárník Antoine Parmentier jako první začal pěstovat brambory. V roce 1880 zde slavný pařížský chemik Jean-François Houbigant otevřel parfumerii s vlastní laboratoří, tehdy nejmodernější ve Francii. 
V roce 1919 zde byla uzavřena Neuillyská smlouva, upravující hranice Bulharska, poraženého v první světové válce. V letech 1983–2002 zde byl starostou pozdější francouzský prezident Nicolas Sarkozy.

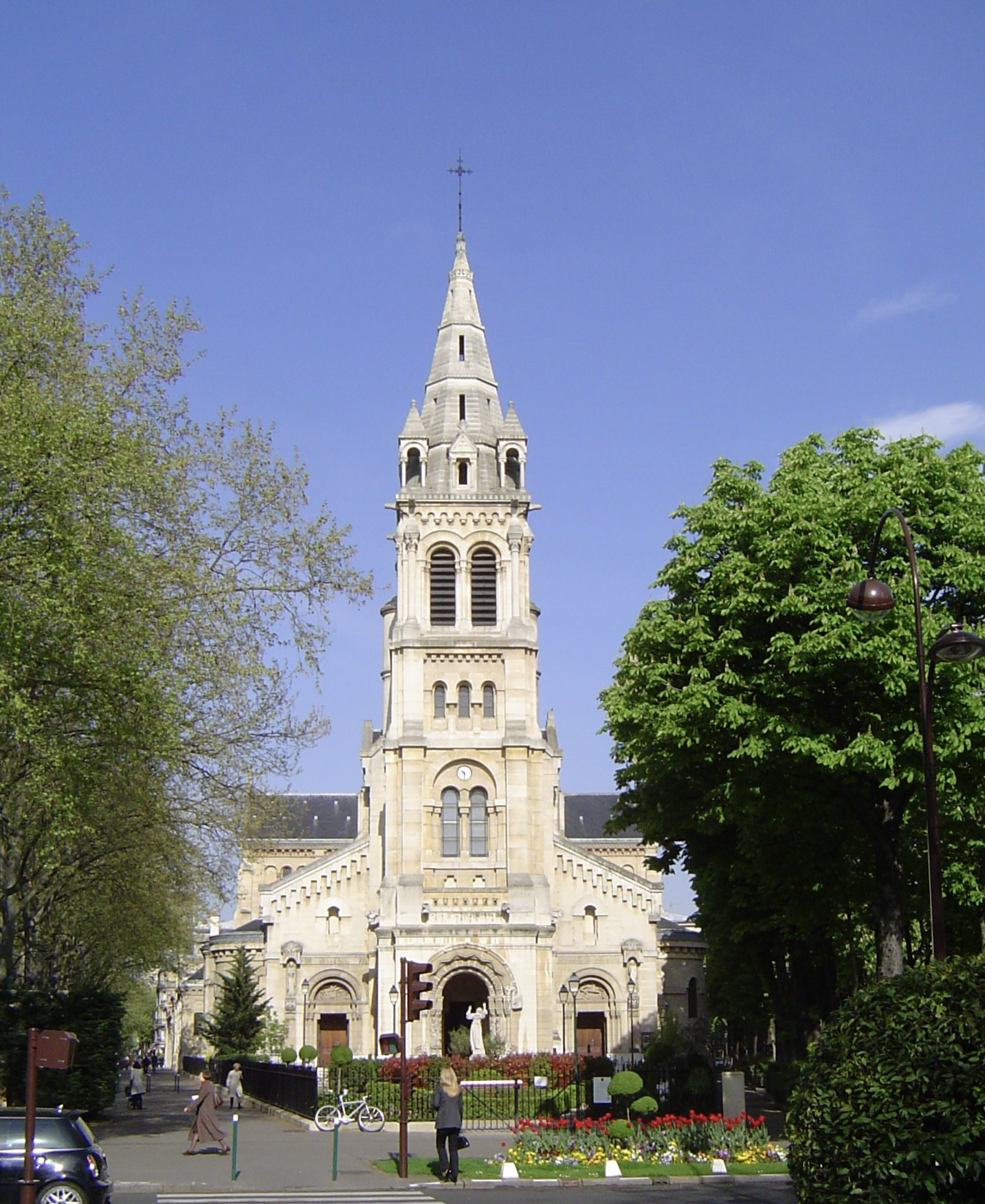
Novogotický farní kostel sv. Petra

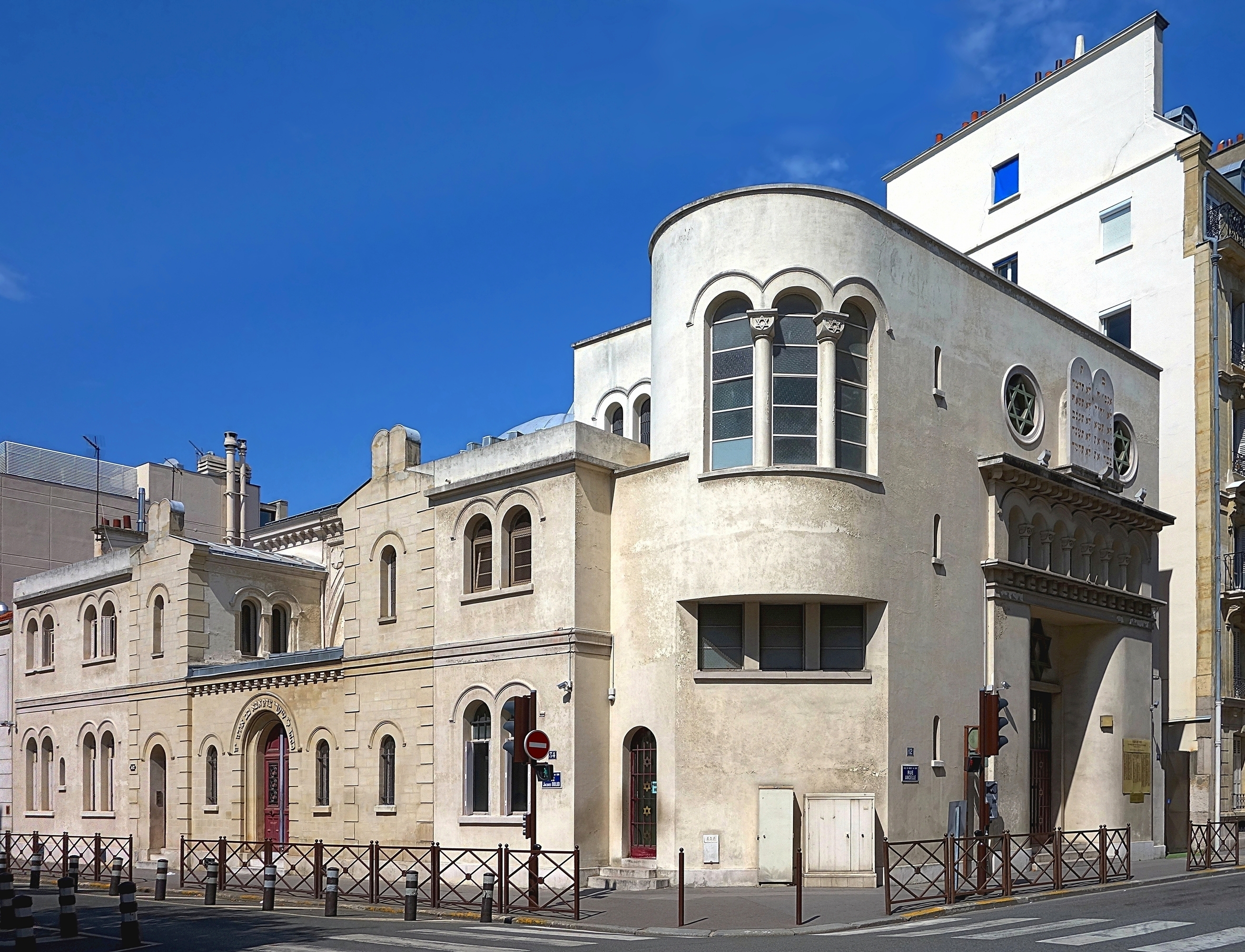
Synagoga

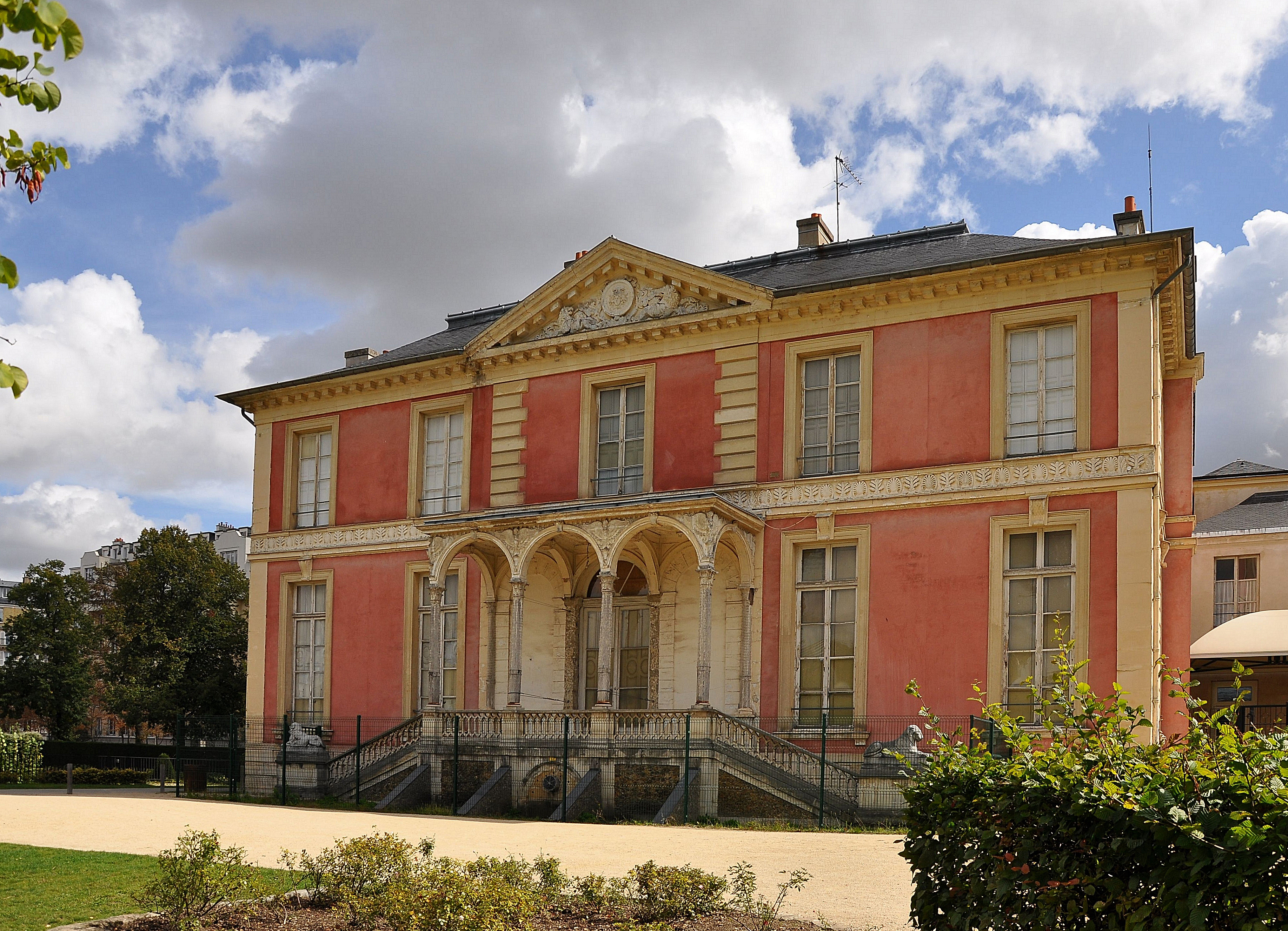
Palác Folie Saint-James

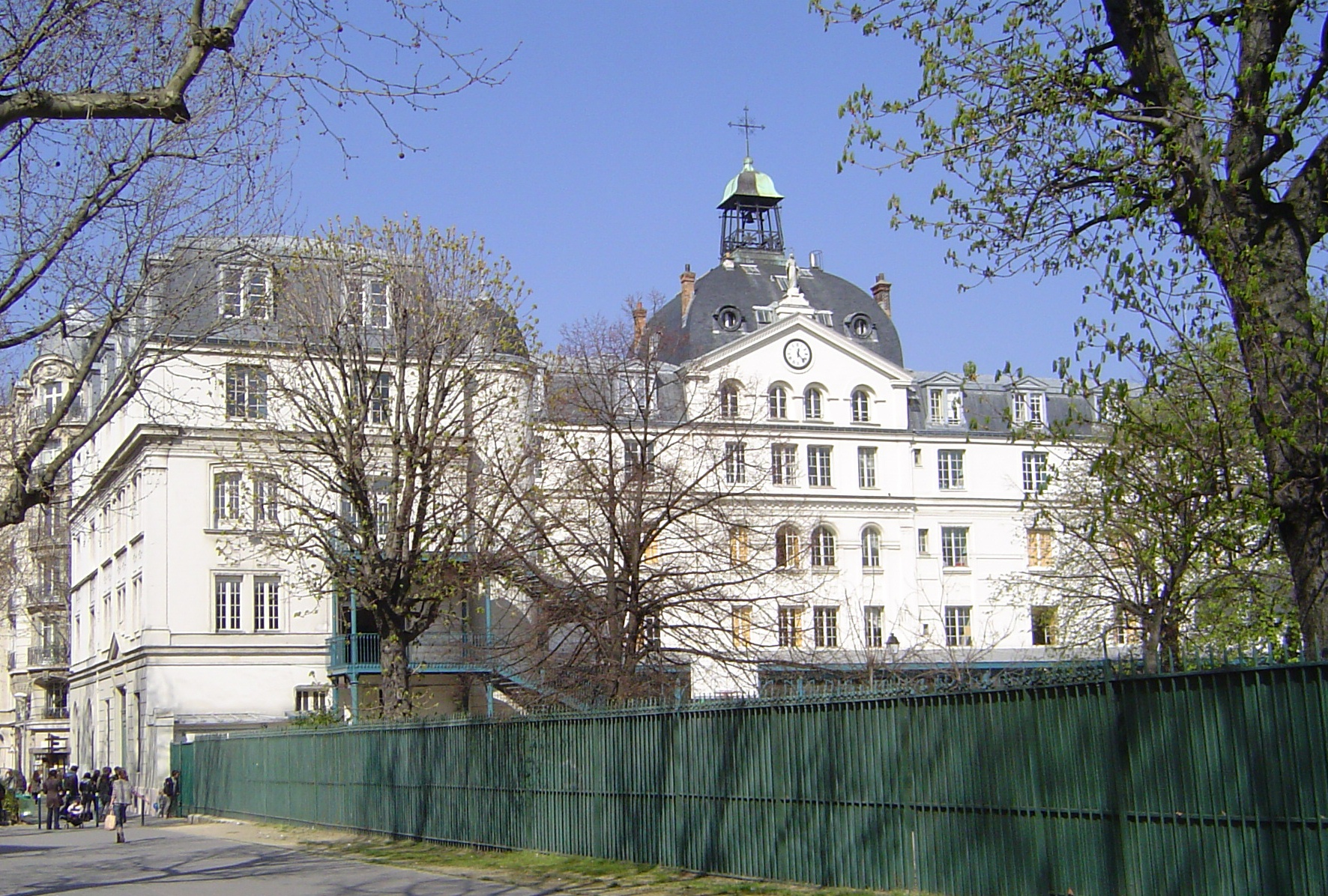
Kolej Notre Dame de Sainte-Croix

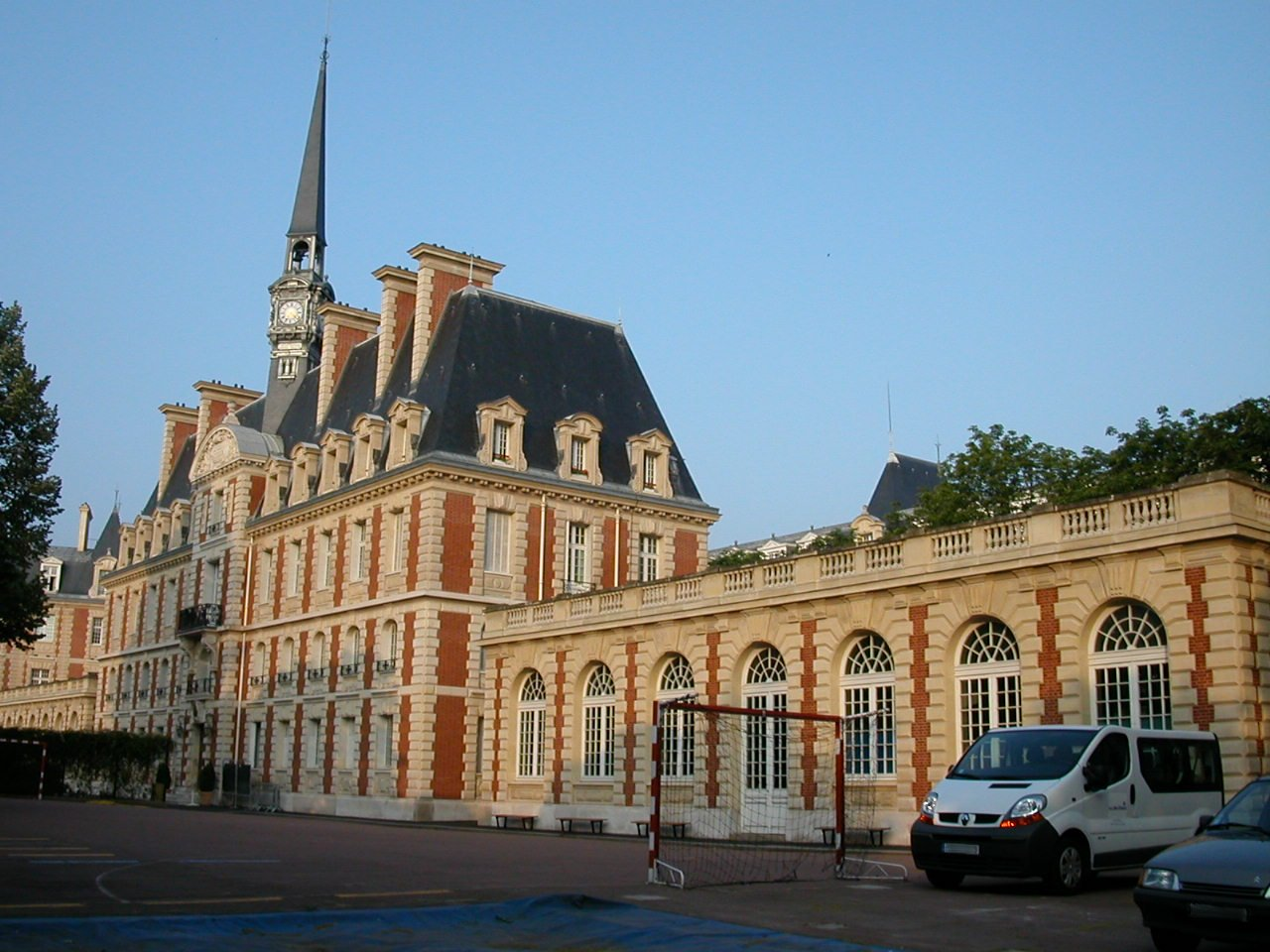
Lyceum Pasteur

## Vývoj počtu obyvatel
Počet obyvatel

## Doprava
Neuilly je obsluhováno linkou 1 pařížského metra, od roku 2022 také příměstskými vlaky RER. Říční doprava slouží spíše rekreačním účelům.

## Památky
- Novogotický kostel sv. Petra (1887)
- Novorenesanční budova radnice (1886)
- Synagoga, ze 20. let 20. století
- Park Folie Saint James s palácem Clauda Baudarda, barona ze Saint James; s antikizujícími stavbami a nyní pustým pavilonem kabinetu přírodních kuriozit (1777–1780)
- Park de Bagatelle
- Novorenesanční Villa Thouret se zimní zahradou - architekt Henri Labrouste (1860)
- Hôtel Arturo Lopez – Muzeum automatů
- Jezdecká socha vévody Ferdinanda Filipa Orleánského (1844)
- Starý hřbitov s mnoha kaplovými hrobkami, jsou zde pohřbeni např. spisovatelé Anatole France, André Maurois nebo malíř Pierre Puvis de Chavannes

## Školy
- Novorenesanční budova školy řádu Notre Dame de St. Croix (1907–)
- Novorenesanční budova školy Sainte-Marie de Neuilly (1913)
- Lycée Pasteur - historizující budova střední školy Louise Pasteura

## Osobnosti města
- Gaston Orleánský (1844–1922), francouzský a brazilský princ, zakladatel dynastie Orleáns-Braganza
- Armand Peugeot (1849–1915), průmyslník, průkopník automobilismu a zakladatel francouzské firmy Peugeot
- Vasilij Kandinskij (1866–1944), ruský malíř, grafik a teoretik umění
- Roger Martin du Gard (1881–1958), prozaik a dramatik, nositel Nobelovy ceny
- Marcel Duchamp (1887–1968), malíř
- Yvan Goll (1891–1950), německo-francouzský básník
- Ahmad Šáh (1897–1930), perský šáh
- Jacques Prévert (1900–1977), básník
- Jean Gabin (1904–1976), herec
- Louis Rosier (1905–1956), automobilový závodník
- Aristoteles Onassis (1906–1975), řecký rejdař a miliardář
- Bette Davisová (1908–1989), americká herečka
- Abbé Pierre (1912–2007), katolický kněz, kapucín, zakladatel charitativního Emauzského hnutí, nositel Řádu čestné legie
- Jean Bertin (1917–1975), inženýr a průkopník v oblasti dopravy vznášedly
- Michèle Morganová (* 1920), herečka
- Dominique Fernandez, (* 1929), spisovatel
- Lorin Maazel (1930–2014), americko-německý dirigent
- François Truffaut (1932–1984), filmový režisér, scenárista, producent, herec a filmový kritik, představitel nové vlny
- Jean-Paul Belmondo (1933–2021), herec
- Claude Brasseur (1936–2020), herec
- Mireille Mathieu (* 1946), francouzská zpěvačka
- Dominique Strauss-Kahn (* 1949), politik
- Nicolas Sarkozy (* 1955), politik a bývalý francouzský prezident
- Carole Bouquet (* 1957), herečka
- Lambert Wilson (* 1958), herec
- Valérie Kaprisky (* 1962), herečka
- Marie Trintignantová (1962–2003), herečka
- Mathieu Amalric (* 1965), herec a režisér
- Marine Le Penová (* 1968), politička
- Cédric Pioline (* 1969), tenista
- Rolando Villazón (* 1972), mexický a francouzský operní pěvec
- Corentin Moutet (* 1999), tenista

## Partnerská města
- Hanau, Německo
- Maidenhead, Spojené království
- Uccle, Belgie
- Windsor, Spojené království